# Leiodermatium heteroformis
Leiodermatium heteroformis är en svampdjursart som först beskrevs av James Scott Bowerbank 1869.  Leiodermatium heteroformis ingår i släktet Leiodermatium och familjen Azoricidae. Inga underarter finns listade i Catalogue of Life.